# Johann Christoph Hundeshagen
Johann Christoph Hundeshagen (* 8. April 1635 in Mühlhausen/Thüringen; † 1681 in Remda) war ein deutscher Logiker und Philosoph.

## Leben
Hundeshagen war der Sohn des Mühlhausener Bürgers und Kürschners Hans (Johann) Christoph Hundeshagen (* 26. April 1608 in Mühlhausen; † April 1668 ebd.) und dessen Frau Martha Starke (* 27. April 1600 in Mühlhausen; † 27. Dezember 1667 ebd.). Nach dem Besuch des Gymnasiums seiner Heimatstadt bezog er 1654 die Universität Jena. Hier absolvierte er zunächst philosophische Studien, wobei er die Vorlesungen zur Moralphilosophie bei Philipp Horst, zur hebräischen Sprache bei Johann Frischmuth, zur Geschichte bei Johann Ernst Gerhard, zur Mathematik bei Erhard Weigel und zur Physik bei Caspar Posner frequentierte. Danach absolvierte er theologische Studien bei Johannes Tobias Major und Christian Chemnitz. Von Laurentius Blumentrost dem Älteren animiert setzte er 1657 seine Studien an der Universität Helmstedt fort.
Hier wurden Balthasar Cellarius, Gerhard Titius (1620–1681), Friedrich Ulrich Calixt, Hermann Conring und Christoph Schrader seine prägenden Lehrer. Nach Jena zurückgekehrt erwarb er sich im August 1658 den akademischen Grad eines Magisters der philosophischen Wissenschaften. 1662 wurde er Adjunkt der philosophischen Fakultät in Jena und 1668 ordentlicher Professor Logik und Metaphysik. Hundeshagen wurde Dekan der philosophischen Fakultät der Salana. 1671 wurde er Rektor der Alma Mater und erwarb sich im selben Jahr das Lizentiat der Theologie. 1679 erkrankte er an Melancholie und wurde aufgrund dessen nach Remda zur Erholung gebracht, wo er im Alter von 46 Jahren verstarb.
Hundeshagen verheiratete sich am 22. November 1670 in Altenburg Catharina Maria Sagittarius (* 23. Januar 1652 Orlamünde; † 7. Mai 1678 in Jena), der Tochter des Generalsuperintendenten von Altenburg  Johann Christfried Sagittarius. Aus der Ehe stammen ein Sohn und zwei Töchter. Von den Kindern kennt man den Sohn Johann Christoph Hundeshagen († 1673 in Jena) sowie die Töchter Anna Sophia Hundeshagen  († 8. Februar 1672 in Jena) und Catharina Maria Hundeshagen.

## Werke (Auswahl)
- Disputatio metaphysica de distinctione relationis praedicamentalis a fundamento suo. Jena 1658 (digital.slub-dresden.de).
- Disputatio Ethica De Principiis Actionum Humanarum. Jena 1661 (archive.thulb.uni-jena.de).
- Disputatio Physica De Pluralitate Animarum Realiter Et Secundum Substantiam In Homine Distinctarum. Jena 1662 (archive.thulb.uni-jena.de), (digital.slub-dresden.de).
- Disquisitio Academica De Anima Separata. Jena 1663 (gdz.sub.uni-goettingen.de).
- Dissertatio Politica De Maiestate. Jena 1664; 39:154671D im VD 17..
- Dissertatio Academica De Regno. Jena 1665 (archive.thulb.uni-jena.de).
- Disputatio Academica De Legum Differentia. Jena 1666 (archive.thulb.uni-jena.de).
- Metaphysici commentarii breves de ejusmodi materiis, quae usum insignem in sacrosancta theologia praebent. Jena 1667 (digital.slub-dresden.de).
- Meletemata, ex Philosophia Practica depromta. Jena 1668 (archive.thulb.uni-jena.de).
- Disputatio De homileticis virtutibus. Jena 1669 (digital.slub-dresden.de).
- Theologia Naturalis. Jena 1671 (gdz.sub.uni-goettingen.de).
- Metaphysica nova methodo tabulis inclusa, quoad patrem Generalem et specialem. Jena 1672 (digital.slub-dresden.de).
- Quaestiones Physicae cum Usu Theologico. Jena 1673 (archive.thulb.uni-jena.de).
- Tabulis Succinctis Inclusa, Cui annexae sunt Quaestiones Selectiores Loco Annotatorum, ut & Methodus Disputandi Atque Topica, pro Studiosis cujuslibet Facultatis. Cum Indice rerum completo. Jena 1674 (diglib.hab.de).
- Buß-Predigt, aus dem 5. Psalm vers. 5. 6. 7. Erfurt 1675 (reader.digitale-sammlungen.de).
- Discursus physicus de stillicidio sanguinis in hominis violenter occisi, cadavere conspicui, an sit sufficiens praesentis homicidae indicium? Jena 1679 (reader.digitale-sammlungen.de).